# غوردون أتكينسون (سياسي)
غوردون أتكينسون هو سياسي كندي، ولد في 24 أغسطس 1922 في وينيبيغ في كندا، وتوفي في 13 يناير 2006 في مونتريال في كندا. حزبياً، نشط في حزب المساواة ‏. وقد انتخب عضو الجمعية الوطنية في كيبك ‏.